# Marseille Chanot
Parc Chanot
Marseille Chanot ou parc Chanot est un parc des expositions du 8e arrondissement de Marseille. Il comprend également un palais des congrès. 
Le complexe est géré par la Société anonyme de la Foire internationale de Marseille. Il a été créé en 1906 pour l'exposition coloniale de Marseille. Il porte le nom de Jean-Baptiste Amable Chanot, maire de Marseille de 1902 à 1908 et de 1912 à 1914.

## Historique
Ce parc d'expositions est créé en 1906 pour la première exposition coloniale de Marseille. Précédemment dans ce lieu se trouvait un champ de manœuvre, dit champ du Rouet,  utilisé par l’armée. L’entrée principale se situe face au rond-point du Prado. Dès 1907, la Mairie de Marseille achète le terrain pour y organiser de nouvelles manifestations.Le nom donné à ce parc correspond à celui de Jean-Baptiste Amable Chanot, maire de Marseille de 1902 à 1908 et de 1912 à 1914,,.
A deux reprises, en 1906 donc puis en  1922, le Parc Chanot a abrité une exposition coloniale de Marseille. Il a abrité un parc d'attractions permanent, l'American (Luna) Park qui brûla dès les premières années et avant la guerre de 1914.
Depuis 1907, les jardins sont ouverts au public et le Parc accueille chaque année depuis 1924 la Foire internationale de Marseille. Le parc Chanot accueille également depuis 1954 la station régionale de France 3 Méditerranée.
Le parc Chanot abrite également le palais des congrès de Marseille.
Situé à deux pas du stade Vélodrome, le parc Chanot sert de parking pour les supporters lors des manifestations qui s'y déroulent, notamment les matches de l'Olympique de Marseille. Des meetings politiques s'y tiennent également.

## Halls d'exposition
Le parc des expositions comprend sept halls d'exposition :
- Palais des Congrès, 15 000 m2
- Palais Phocéen, 14 000 m2 ;
- Grand Palais, 7 000 m2 ;
- Palais de la Méditerranée, 7 000 m2 ;
- Palais des Événements, 6 500 m2 ;
- Palais de l'Europe, 5 000 m2 ;
- Palais des Arts, 700 m2

## Principaux salons et événements
- Foire internationale de Marseille
- HeroFestival
- Championnats du monde de pétanque 2012